# Goeroe Tashi
Goeroe Tashi (Tibetaans: གུ་རུ་བཀྲ་ཤིས) was een 13e-eeuwse prins uit het huis van Minyak in de regio Kham in Oost-Tibet.
Volgens een legende had hij een nacht een goddelijke openbaring die hem de opdracht gaf naar het zuiden te reizen en daar zijn fortuin te zoeken.
Hij reisde naar het zuiden naar wat tegenwoordig Sikkim is in India. Zijn afstammelingen, beginnend met Püntsog Namgyal I, werden later van 1642 tot 1975 de koninklijke familie van Sikkim, chögyal genaamd.